# جایزه باگوتا
جایزه باگوتا (ایتالیایی: Premio Bagutta) یک جایزه ادبی ایتالیایی است که هر ساله به نویسندگان این کشور اعطا می‌شود. این جایزه در سال ۱۹۲۶ در میلان بنیان گذاشته شد و نخستین جایزه در سال ۱۹۲۷ به جووانی باتیستا آنجولتی تعلق گرفت.
ایده تاسیس این جایزه توسط هنرمندانی که از مشتریان ثابت اغذیه‌فروشی باگوتا در میلان بودند، مطرح شد. در شب ۱۱ نوامبر ۱۹۲۶، این جمع هنرمند پس از آنکه تصمیم گرفتند اولین جایزه ادبی ایتالیایی را به وجود آوردند، نام محل تولدش را بر روی آن گذاشتند. به تدریج در طول سال‌ها، این جایزه به لطف هیئت داورانی که جملگی از مهم‌ترین اهالی ادب شهر بودند، مهم و ارزشمند شد.

## تاریخچه
نخستین بار این ریکاردو باکلی نویسنده ایتالیایی بود که اغذیه‌فروشی باگوتا را محل مناسبی برای صرف شام با دوستان و بحث درباره کتاب‌ها دانست. پس از آنکه تعداد زیادی از اهالی هنر و ادب به او ملحق شدند، آنها شروع کردند به گرفتن جریمه از آخرین فردی که به سر قرار صرف شام می‌رسید و یا غیبت می‌کرد. در ابتدا وجوهی که به این ترتیب جمع‌آوری می‌شد را صرف امور متفرقه می‌کردند، اما در غروب یازدهم نوامبر ۱۹۲۶، گروه یازده نفره متشکل از هنرمندان، نویسندگان و روزنامه‌نگاران (ریکاردو باکلی، اوریو ورگانی، آدولفو فرنسی، پائولو مونلی، جینو اسکارپا، ماریو ولانی مارکی، اوتاویو استفنینی، لوئیجی بونلی، ماریو الساندرینی، آنتونیو ورتی و آنتونیو نیکودمی) تصمیم گرفتند از این وجوه برای تاسیس یک جایزه ادبی که خودشان هیئت داوران آن باشند، بهره بگیرند. اینچنین بود که آنها نام این اغذیه‌فروشی را بهترین گزینه برای نامگذاری جایزه دانستند و جایزه باگوتا متولد شد.
به جز باکلی و مونلی که اخیراً کتابی موفق را منتشر کرده بودند، سایر اعضای گروه بسیار ناشناخته بودند. همانطور که مونلی نوشت، آنها گروهی ناهمگون را تشکیل دادند که شامل «دو روزنامه‌نگار، دو نقاش، یک وکیل، یک نمایشنامه‌نویس، سه ادیب و یک شیک‌پوش» بود. بنابراین، آنها به معنای دقیق آن، منتقد به‌شمار نمی‌آمدند، بلکه افرادی فرهیخته با شخصیتی مستقل بودند. در واقع این میل به استقلال باعث شد که بنیانگذاران، جایزه را بین سالهای ۱۹۳۷ تا ۱۹۴۶ به تعلیق درآوردند تا تحت فشار رژیمی که برخی از آنان طرفدارش بودند، قرار نگیرند.
در آن دوران، انتقاداتی به اعضای هیئت داوران، و یا آثار و نویسندگان برگزیده، وارد می‌شد. جایزه از یکسو موافقان و مخالفانی داشت، اما از دیگر سو، برخی منتقد روند اعطای جایزه بودند. آنها باگوتا را جایزه «کهنسالان» می‌دانستند، چرا که معتقد بودند کارکرد جایزه به‌جای کشف استعدادهای جوان، صرفا به تقدیرنامه‌ای برای ادای احترام به نویسندگان معتبر و شناخته‌شده، بدل گشته است.
در نوامبر ۱۹۷۶، پس از استعفای ریکاردو باکلی از ریاست هیئت داوران، جیانسیرو فراتا به‌عنوان رییس و گیدو ورگانی به‌عنوان معاون او انتخاب شدند. این جایزه پس از آن تحت هدایت شخصیت‌های مختلفی از جمله امیلیو تادینی و ماریو سولداتی بوده است. از سال ۲۰۰۵، ایزابلا بوسی فدریگوتی و آندریا کرباکر، رییس و دبیر تشکیلات این جایزه‌ شروع به کار کردند. اوریو ورگانی، اوا کانتارلا، والریا وانتگی و سیلویا بالسترا نیز از اعضای هیئت داوران هستند.